# Matt Hadan
Matt Hadan (ur. 4 czerwca 1970 w Azusie) – amerykański kolarz BMX, brązowy medalista mistrzostw świata.

## Kariera
Największy sukces w karierze Matt Hadan osiągnął w 1997 roku, kiedy zdobył brązowy medal w kategorii elite podczas mistrzostw świata BMX w Saskatoon. W zawodach tych wyprzedzili go jedynie dwaj rodacy: John Purse i Greg Romero. Był to jedyny medal wywalczony przez Hadana na mistrzostwach świata.